# Mordellistena cervicalis
Mordellistena cervicalis es una especie de coleóptero de la familia Mordellidae. La cabeza y el pronoto son rojizos. Los élitros son negros con una pubescencia pardo grisácea. Fue descrito en 1862 por John Lawrence LeConte.

## Distribución geográfica
Habita en Estados Unidos, en el este hasta Texas.

## Referencias

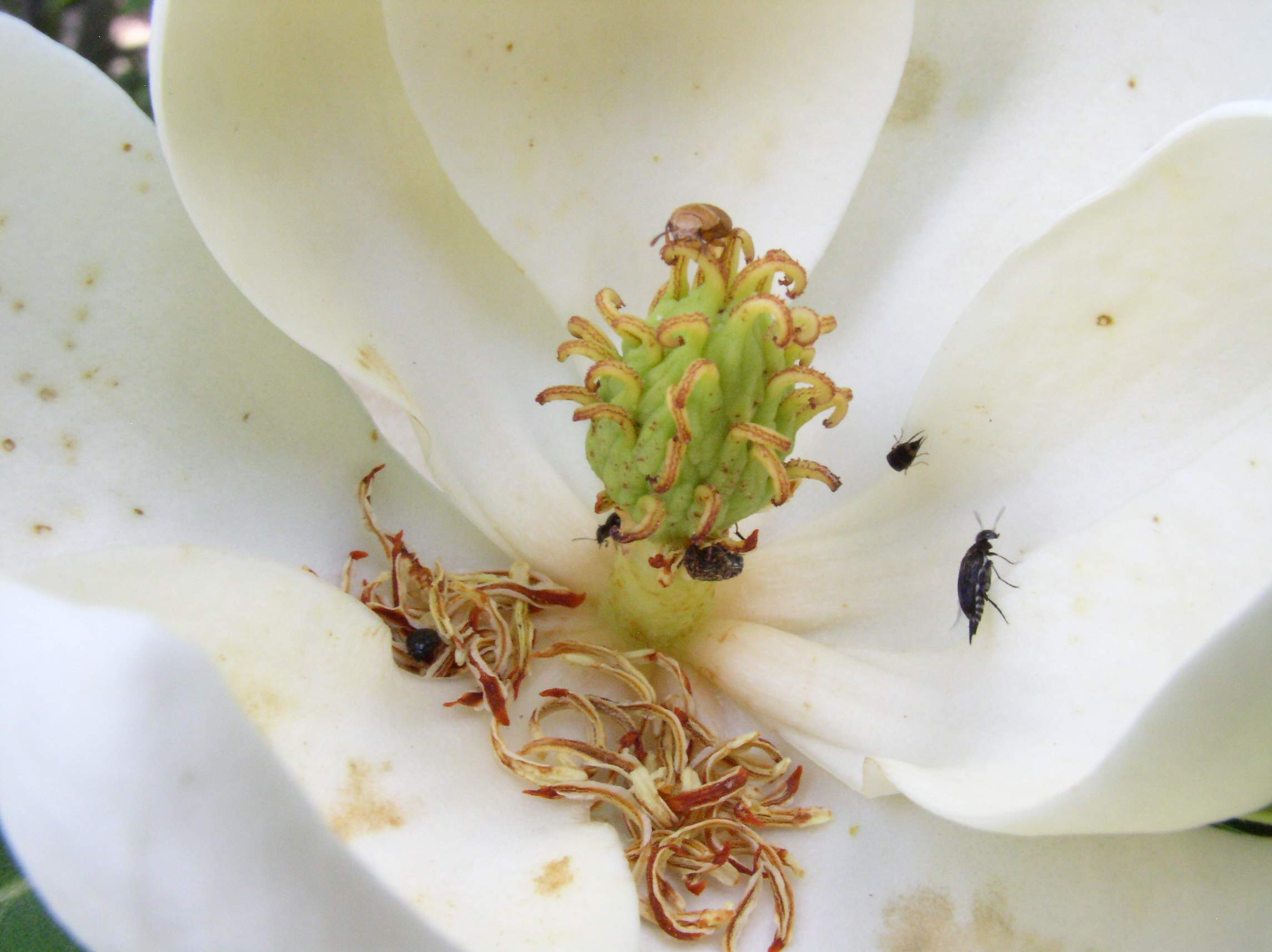
En flor de magnolia